# Castle Sween

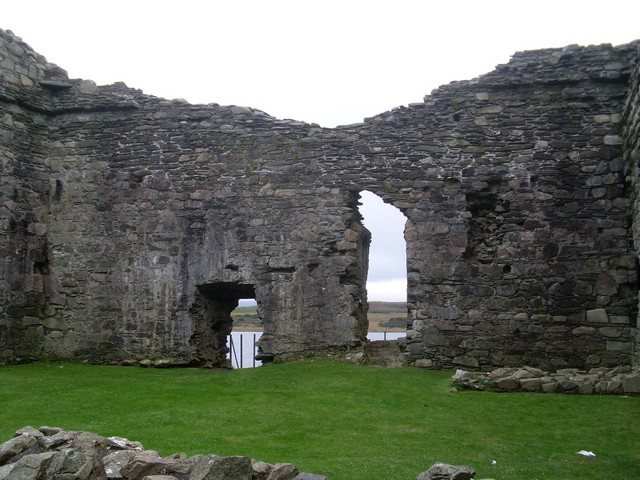
Innenraum der Ruine

Castle Sween ist eine Burgruine in der zur schottischen Council Area Argyll and Bute gehörigen Region Knapdale. Sie gilt heute als die älteste steinerne Burg auf dem schottischen Festland. In der dünnbesiedelten, ländlichen Region Schottlands ist die nächstgelegene Siedlung das vier Kilometer südwestliche Kilmory. Castle Sween liegt direkt am Ufer von Loch Sween, einem Meeresarm am südlichen Ende des Jura-Sunds.

## Geschichte
Castle Sween entstand wahrscheinlich im frühen bis mittleren 12. Jahrhundert. In älteren Quellen ist auch das 11. Jahrhundert als Bauzeitraum zu finden. Erbauer der Anlage war möglicherweise ein dänischer Prinz namens Sweno oder auch Suibhne, Stammvater des ab dem 13. Jahrhundert in Irland lebenden Clans Sweeney. Im Zuge der Schottischen Unabhängigkeitskriege stellten sich die MacSweens gegen Robert the Bruce und wurden nach dessen Machtergreifung ihrer Besitzungen in Knapdale enteignet. Während der Kriege war Castle Sween selbst von Robert the Bruce belagert. Die Ländereien fielen an die Earls of Menteith und schließlich an Aonghas Óg, Sohn von Alexander Og MacDonald und Lord of the Isles. Später überließen die MacDonalds als Lords of the Isles Mitgliedern des Clans MacNeill von der Insel Gigha die Bemannung der Burg. Während der Kriege der drei Königreiche zerstörte Sir Alexander Macdonald Castle Sween im Jahre 1647. Danach blieb die Burg unbewohnt und verfiel in den folgenden Jahrhunderten.
Castle Sween ist als Scheduled Monument klassifiziert. und wird heute von Historic Scotland verwaltet.

## Beschreibung
Castle Sween besitzt einen rechteckigen Grundriss. Es existierten zwei Burgtore in den Süd- und Westflanken, von denen letzteres nicht mehr erhalten ist. Das Mauerwerk besteht aus grobem Bruchstein und war insbesondere an den Gebäudekanten verstärkt. Im Innenhof befindliche Überreste eines Brunnens stammen wahrscheinlich noch aus der Erbauungszeit. Es sind jedoch auch die Grundmauern später hinzugefügter Gebäude erhalten. In der späten Nutzung von Castle Sween wurden wahrscheinlich Gebäude im Ostteil des Innenhofes eingerissen und dieser Bereich für Handwerksarbeiten, insbesondere die Metallherstellung reserviert. Der an der nordwestlichen Kante abgehende Bergfried könnte zusammen mit den beiden westlichen Türmen zu Zeiten der Earls of Menteith errichtet worden sein. Der runde McMillan’s-Turm im Südosten sowie ein rechteckiger Anbau im Nordwesten wurden um das Jahr 1450 errichtet.